# Olga Alexejewna Putschkowa
Olga Alexejewna Putschkowa (russisch Ольга Алексеевна Пучкова, engl. Transkription Olga Puchkova; * 27. September 1987 in Moskau, damals Sowjetunion) ist eine ehemalige russische Tennisspielerin.

## Karriere
Putschkowa spielte seit 2002 professionell Tennis. Sie war bei Juniorenevents teils recht erfolgreich und feierte 2003 ihren ersten Titelgewinn auf dem ITF Women’s Circuit. 2006 gelang ihr bei den US Open erstmals der Vorstoß ins Hauptfeld eines Grand-Slam-Turniers, wo sie in der ersten Runde scheiterte. Bereits zwei Wochen später erreichte sie in Kalkutta ihr erstes WTA-Finale, das sie mit 0:6, 4:6 gegen Martina Hingis verlor.
Ende Oktober 2006 erreichte Putschkowa auch beim WTA-Turnier in Québec das Endspiel. Im Viertelfinale gab ihre Gegnerin, die Weltranglistenzwölfte Jelena Janković, beim Stande von 2:6, 6:4 und 3:1 auf. Auf einen hart umkämpften Dreisatzsieg im Halbfinale über Séverine Brémond (2:6, 6:0, 7:5) folgte dann eine Finalniederlage gegen Marion Bartoli mit der „Höchststrafe“ (0:6, 0:6) im Tennis.
Ihren größten sportlichen Erfolg feierte Putschkowa im Jahr 2012 mit dem Erreichen der dritten Runde der US Open, in der sie der späteren Halbfinalistin Sara Errani mit 1:6, 1:6 unterlag.
Ihr letztes Profiturnier spielte Putschkowa im Oktober 2017. Sie wird seit Sommer 2018 nicht mehr in den Weltranglisten geführt.

## Turniersiege

### Einzel
| Nr. | Datum           | Turnier      | Kategorie   | Belag             | Finalgegnerin       | Ergebnis      |
| --- | --------------- | ------------ | ----------- | ----------------- | ------------------- | ------------- |
| 1.  | 20. Juli 2003   | Baltimore    | ITF $10.000 | Hartplatz         | Jewel Peterson      | 6:2, 6:4      |
| 2.  | 11. Juli 2004   | College Park | ITF $25.000 | Hartplatz         | Rossana de los Ríos | 7:5, 4:6, 6:2 |
| 3.  | 2. April 2006   | Hammond      | ITF $25.000 | Hartplatz         | Andrea Hlaváčková   | 6:3, 6:4      |
| 4.  | 16. Juli 2006   | Felixstowe   | ITF $25.000 | Rasen             | Trudi Musgrave      | 6:2, 6:1      |
| 5.  | 20. August 2006 | Bronx        | ITF $50.000 | Hartplatz         | Tazzjana Putschak   | 6:3, 6:1      |
| 6.  | 30. April 2011  | Minsk        | ITF $25.000 | Hartplatz (Halle) | Nadija Kitschenok   | 6:2, 7:5      |
| 7.  | 21. April 2012  | Namangan     | ITF $25.000 | Hartplatz         | Donna Vekić         | 3:6, 6:3, 6:2 |

## Abschneiden bei Grand-Slam-Turnieren

### Einzel
| Turnier         | 2006 | 2007 | 2008 | 2009 | 2010 | 2011 | 2012 | 2013 | 2014 | Karriere |
| --------------- | ---- | ---- | ---- | ---- | ---- | ---- | ---- | ---- | ---- | -------- |
| Australian Open | Q1   | 2    | 2    | Q3   | —    | —    | Q2   | 1    | Q1   | 2        |
| French Open     | Q2   | 2    | Q3   | Q1   | —    | —    | Q2   | 1    | —    | 2        |
| Wimbledon       | Q3   | 1    | Q3   | Q1   | —    | —    | Q1   | 2    | —    | 2        |
| US Open         | 1    | 1    | Q1   | —    | —    | —    | 3    | 1    | —    | 3        |

Zeichenerklärung: S = Turniersieg; F, HF, VF, AF = Einzug ins Finale / Halbfinale / Viertelfinale / Achtelfinale; 1, 2, 3 = Ausscheiden in der 1. / 2. / 3. Hauptrunde; Q1, Q2, Q3 = Ausscheiden in der 1. / 2. / 3. Runde der Qualifikation; n. a. = nicht ausgetragen

### Doppel
| Turnier         | 2007 | 2008 | Karriere |
| --------------- | ---- | ---- | -------- |
| Australian Open | 1    | 1    | 1        |
| French Open     | 1    | —    | 1        |
| Wimbledon       | 1    | —    | 1        |
| US Open         | 1    | —    | 1        |